# Pomatocalpa bambusarum
Pomatocalpa bambusarum là một loài thực vật có hoa trong họ Lan. Loài này được (King & Pantl.) Garay miêu tả khoa học đầu tiên năm 1972.